# 国道435号

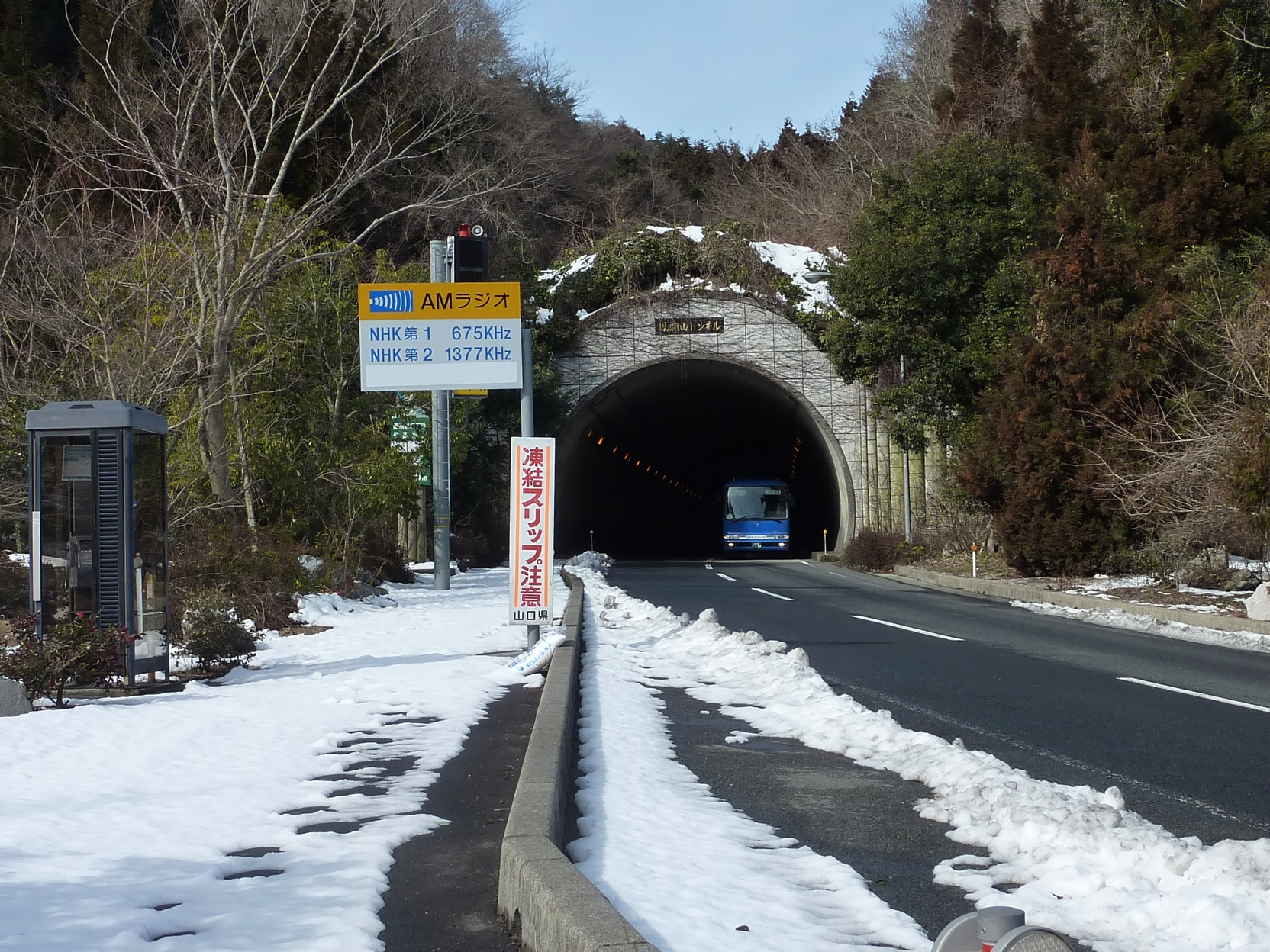
鳳翻山トンネル、山口市から美祢市方面

国道435号（こくどう435ごう）は、山口県山口市から美祢市を経由し、下関市に至る一般国道である。

## 概要
国道376号と並んで、山口県を東西に横断する数少ない路線の一つである。山口市と美祢市の分水嶺であり、西鳳翩山の麓に横たわる吉敷峠をトンネル（鳳翩山トンネル、延長1,030 m）で通過しそのまま下って美祢市内を横断、県のほぼ西北端にあたる下関市豊北地区に到る。
中国自動車道 美祢IC前後のみが4車線で整備されている以外は全線が2車線となっている。

### 路線データ
一般国道の路線を指定する政令に基づく起終点および重要な経過地は次のとおり。
- 起点：山口市（吉敷西交差点 = 国道9号交点）
- 終点：山口県豊浦郡豊北町[注釈 2]（豊北町特牛（こっとい）交差点 = 国道191号交点）
- 重要な経過地：山口県美祢郡美東町[注釈 3]、美祢市、同県豊浦郡豊田町[注釈 2]
- 総延長 : 71.5 km[2][注釈 4]
- 重用延長 : なし[2][注釈 4]
- 未供用延長 : なし[2][注釈 4]
- 実延長 : 71.5 km[2][注釈 4]
  - 現道 : 71.5 km[2][注釈 4]
  - 旧道 : なし[2][注釈 4]
  - 新道 : なし[2][注釈 4]
- 指定区間：なし[3]

## 歴史
- 1975年（昭和50年）4月1日 - 山口市から美祢市間を一般国道376号（山口県美祢市 - 山口県玖珂郡周東町）の一部として指定（一般国道の路線を指定する政令・昭和49年11月12日政令第364号）。
- 1982年（昭和57年）4月1日 - 全区間を一般国道435号（山口市 - 山口県豊浦郡豊北町[注釈 2]）として再指定（一般国道の路線を指定する政令・昭和56年4月30日政令第153号）。
- 1991年（平成3年） - 鳳翩山トンネルの開通により国道435号は鳳翩山トンネル経由のルートに切り替えられ、旧道は山口県道309号佐々並町絵美東線と山口市道・美東町道（現：美祢市道）となった。
- 2011年（平成23年）5月27日 - 同日付の山口県告示第232号[4]により、美祢市道植竹目畑線および八重目畑線（もともと山口県が過疎代行道路整備事業で整備した区間）を国道435号に編入、国道490号との重複区間を解消。旧道は山口県道28号小郡三隅線（もともと国道435号との重複区間だった）・山口県道30号小野田美東線・山口県道32号萩秋芳線に編入。
- 2017年（平成29年）12月24日 - 美祢豊田バイパス（美祢市 - 下関市境付近）が全線開通[5]。当面は、バイパス・旧道とも国道435号（二重管理区間）で併用。
- 2020年（令和2年）1月6日 - 美祢豊田バイパスの旧道が国道の指定を外れ、山口県道34号下関長門線との重複区間を解消。下関市豊田町殿敷から八道間は山口県道65号山陽豊田線に降格（区間の延伸）[6]。

## 路線状況

### バイパス
名前があるもののみ。
- 宿バイパス（美祢市秋芳町秋吉付近）
- 美祢豊田バイパス（美祢市 - 下関市境付近）

### 重複区間
- 国道491号（下関市豊田町大字浮石 - 下関市豊田町大字荒木）

### 道路施設

#### 橋梁
- 良城橋（吉敷川、山口市）
- 坪見橋（伊佐川、美祢市）
- 美祢大橋（厚狭川、美祢市）

#### トンネル
- 鳳翩山トンネル：延長1,030 m、1991年（平成3年）竣工、山口市 - 美祢市
- 景平隧道	：延長128 m、1988年（昭和63年）竣工、美祢市
- 薬王寺トンネル：165 m、1992年（平成4年）竣工、美祢市
- 大嶺トンネル：延長330 m、1993年（平成5年）竣工、美祢市
- 御山トンネル：延長257 m、2004年（平成16年）竣工、美祢市

## 地理

### 通過する自治体
- 山口県
  - 山口市 - 美祢市 - 下関市

### 交差する道路
| 交差する道路                                                                                | 市町村名 | 交差する場所             | 交差する場所                        |
| ------------------------------------------------------------------------------------------- | -------- | ------------------------ | ----------------------------------- |
| 国道9号                                                                                     | 山口市   | 吉敷中東4丁目            | 吉敷西交差点 / 起点                 |
| 山口県道309号佐々並町絵美東線                                                               | 美祢市   | 美東町綾木               |                                     |
| 山口県道28号小郡三隅線 山口県道30号小野田美東線 重複 山口県道240号湯ノ口美祢線 重複区間起点 | 美祢市   | 美東町綾木               | 植竹交差点                          |
| 国道490号 / 小郡萩道路                                                                      | 美祢市   | 美東町綾木               | 秋吉台IC                            |
| 山口県道240号湯ノ口美祢線 重複区間終点                                                      | 美祢市   | 美東町大田（おおだ）     |                                     |
| 山口県道32号萩秋芳線 山口県道242号秋吉台公園線                                              | 美祢市   | 秋芳町秋吉               | 上八重交差点                        |
| 山口県道31号美東秋芳西寺線                                                                  | 美祢市   | 秋芳町秋吉               |                                     |
| 山口県道501号山口秋吉台公園自転車道線                                                       | 美祢市   | 秋芳町岩永本郷           |                                     |
| 山口県道240号湯ノ口美祢線 重複区間起点                                                      | 美祢市   | 秋芳町岩永下郷           |                                     |
| 山口県道240号湯ノ口美祢線 重複区間終点                                                      | 美祢市   | 秋芳町岩永下郷           |                                     |
| 山口県道231号美祢小郡線                                                                     | 美祢市   | 伊佐町伊佐               | 上曽原交差点                        |
| E2A 中国自動車道                                                                            | 美祢市   | 伊佐町伊佐               | 美祢インター交差点 35 美祢IC        |
| 山口県道230号伊佐吉部山口線                                                                 | 美祢市   | 伊佐町伊佐               |                                     |
| 宇部伊佐専用道路                                                                            | 美祢市   | 伊佐町伊佐               |                                     |
| 山口県道37号宇部美祢線                                                                      | 美祢市   | 伊佐町伊佐               | 北川交差点                          |
| 国道316号                                                                                   | 美祢市   | 大嶺町東分               | 国行交差点                          |
| 山口県道33号下関美祢線                                                                      | 美祢市   | 大嶺町東分               | 吉則下交差点                        |
| 山口県道38号美祢油谷線                                                                      | 美祢市   | 大嶺町奥分               | 日永交差点                          |
| 山口県道336号東厚保大嶺線                                                                   | 美祢市   | 大嶺町奥分               |                                     |
| 山口県道267号中ノ川於福停車場線                                                             | 美祢市   | 豊田前町麻生下           | 麻生交差点                          |
| 山口県道34号下関長門線                                                                      | 下関市   | 豊田町大字殿敷           |                                     |
| 山口県道65号山陽豊田線                                                                      | 下関市   | 豊田町大字八道（やじ）   |                                     |
| 国道491号 重複区間起点                                                                      | 下関市   | 豊田町大字浮石           |                                     |
| 国道491号 重複区間終点                                                                      | 下関市   | 豊田町大字荒木           |                                     |
| 山口県道269号豊田粟野港線 重複区間起点                                                      | 下関市   | 豊北町大字田耕（たすき） |                                     |
| 山口県道270号田耕湯玉停車場線                                                               | 下関市   | 豊北町大字田耕           |                                     |
| 山口県道269号豊田粟野港線 重複区間終点                                                      | 下関市   | 豊北町大字田耕           |                                     |
| 山口県道39号粟野二見線                                                                      | 下関市   | 豊北町大字滝部           | 久森交差点                          |
| 国道191号                                                                                   | 下関市   | 豊北町大字神田           | 豊北町特牛（こっとい）交差点 / 終点 |

### 交差する鉄道
- 美祢線
- 山陰本線